# Kratersø
En kratersø er en sø som er blevet dannet indeni et vulkansk krater, caldera eller maar. Fordybningen fyldes med nedbør og danner en stadig dybere sø frem til en ligevægt er blevet opnået mellem vand som tilføres og vand som forsvinder på grund af fordampning, dræning og i nogen tilfælde også udstrømning over kraterkantens laveste punkt. Kratersøer som dækker aktive vulkaner er ofte kendt som vulkanske søer, og vandet i disse er vanligvis surt, mættet med vulkanske gasser, uklare og med en stærk grønlig farve. Søer som ligger i sovende eller uddøde vulkaner består vanligvis af ferskvand. Sigtbarheden er ofte ekstrem god på grund af manglen på overstrømmende floder og sedimenter.

## Kratersøer af betydning
| Navn                           | Land              |
| ------------------------------ | ----------------- |
| Albanosøen                     | Italien           |
| Blue Lake                      | Australien        |
| Lago di Bolsena                | Italien           |
| Lake Bracciano                 | Italien           |
| Crater Lake                    | USA (Oregon)      |
| Cuicocha                       | Ecuador           |
| Heaven Lake (Chonji / Tianchi) | Nordkorea / Kina  |
| Volcán Irazú                   | Costa Rica        |
| Kapoho Crater                  | USA (Hawaii)      |
| Mount Katmai                   | USA (Alaska)      |
| Kelut                          | Indonesien        |
| Kerið                          | Island            |
| Kurile Lake                    | Rusland (Kamka)   |
| Medicine Lake Volcano          | USA (Californien) |
| Lake Mashu                     | Japan             |
| Lake Monoun                    | Cameroun          |
| Nemisøen                       | Italien           |
| Nemrut                         | Tyrkiet           |
| Newberry Volcano               | USA (Oregon)      |
| Lake Nyos                      | Cameroun          |
| Mount Pinatubo                 | Filippinerne      |
| Mount Ruapehu                  | New Zealand       |
| Soufrière                      | St. Vincent       |
| Taal Lake                      | Filippinerne      |
| Lake Taupo                     | New Zealand       |
| Lake Tazawa                    | Japan             |
| Lake Toba                      | Indonesien        |
| Lake Towada                    | Japan             |
| Lake Vico                      | Italien           |
| Lake Wenchi                    | Etiopien          |